# Данко (памятник)
Данко — памятник-бюст в городе Кривой Рог, посвящённый герою рассказа Максима Горького «Старуха Изергиль».

## История
Установлен 25 октября 1965 года в честь 100-летия со дня рождения Максима Горького на площади имени Горького.
В 1972 году памятник был перенесён и установлен перед фасадом нового кинотеатра «Современник» по проспекту Гагарина.

## Характеристика

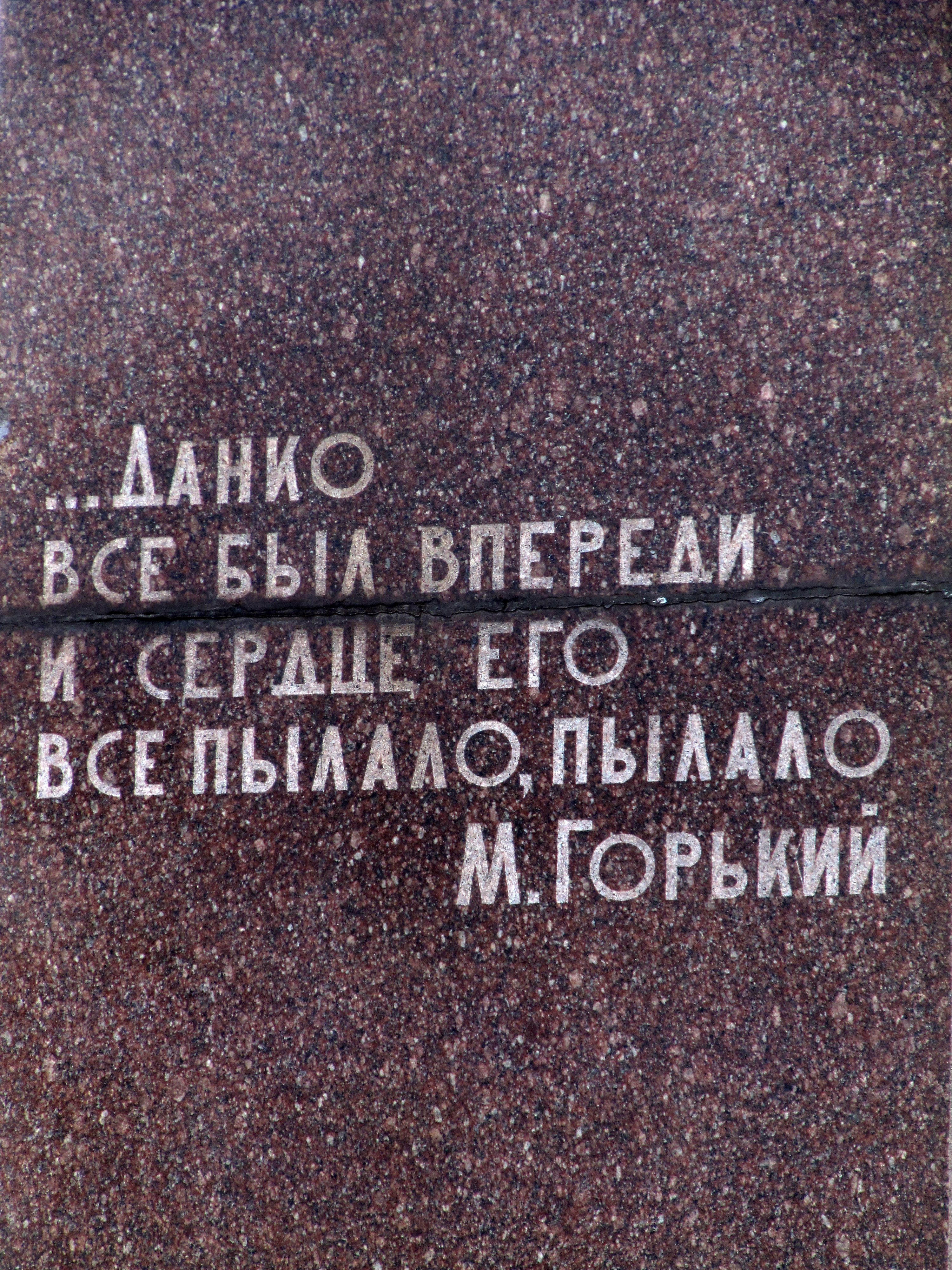

Расположен на проспекте Гагарина на 97-м квартале в Металлургическом районе.
Горьковский литературный персонаж Данко изображён в драматический момент самопожертвования — в правой руке он держит горящее сердце, левой — закрывает рану на груди, откуда оно было вырвано.
Фигура, высотой 4,5 метра, отлита из чугуна в литейном цехе завода «Криворожсталь» и установлена на постаменте из розового гранита, высотой 5 метров.
Автор — скульптор Александр Васякин, любимое произведение скульптора. Памятник местного значения.